# Louis Kahn

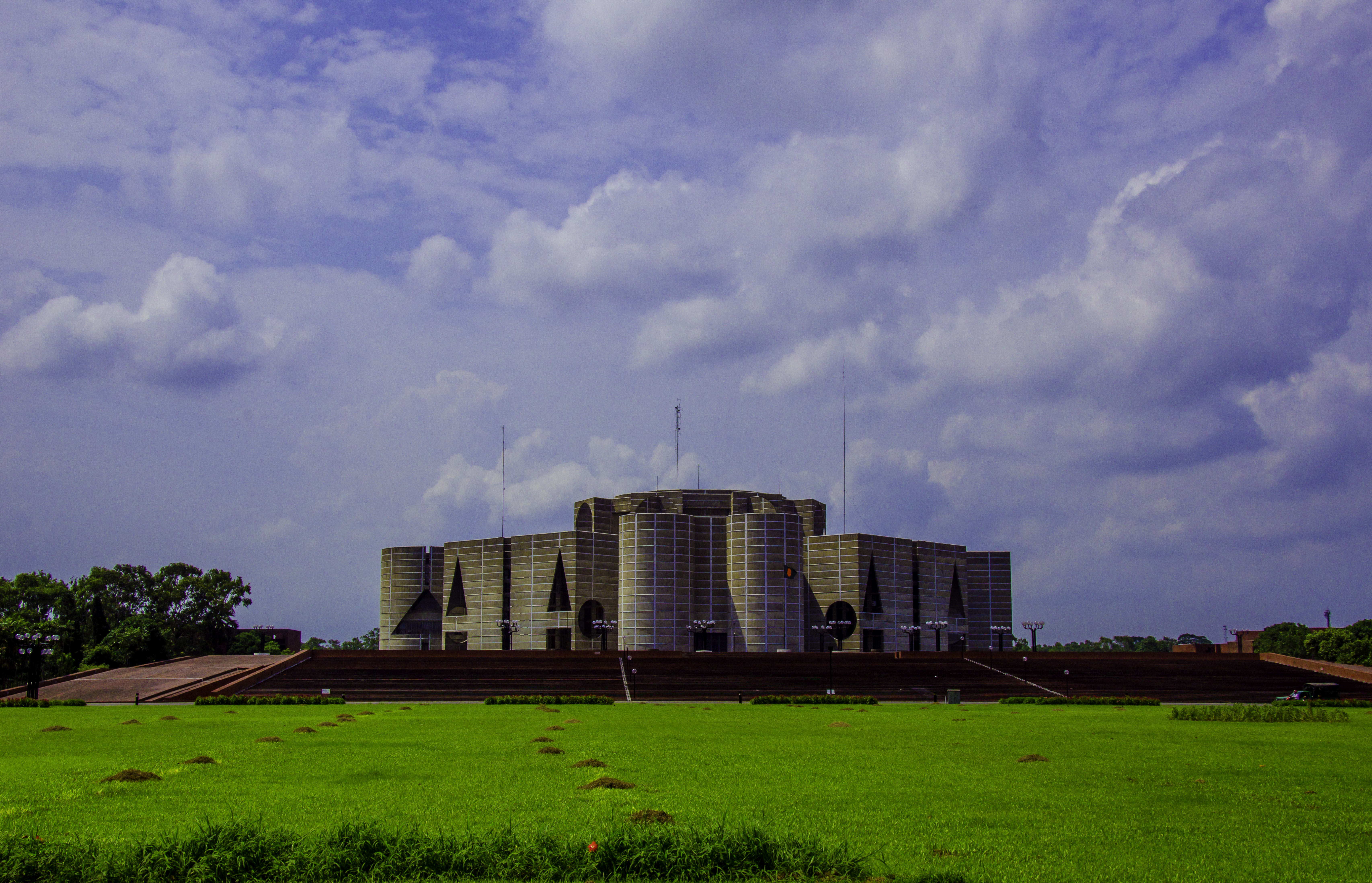
Bangladeski parlament (2014)

Louis Isadore Kahn (ur. 5 marca 1901 w Kuressaare na wyspie Saaremaa, zm. 17 marca 1974 w Nowym Jorku) – amerykański architekt modernistyczny, przez lata związany z Uniwersytetem Pensylwanii.

## Życiorys
Urodził się na estońskiej wyspie Saaremaa w rodzinie żydowskiej. W 1905, w obawie przed postawieniem ojca w stan czynnej służby wojskowej, rodzina wyemigrowała do Stanów Zjednoczonych, gdzie osiadła w Filadelfii. Kahn otrzymał obywatelstwo amerykańskie 15 maja 1914.
W 1920 Kahn rozpoczął studia na Uniwersytecie Pensylwanii. Po zdobyciu tytułu magistra (w 1924) wyruszył w podróż po Europie. W 1947 podjął pracę nauczyciela akademickiego na Uniwersytecie Yale. Jego najbardziej znani uczniowie to Moshe Safdie oraz Robert Venturi.
W ciągu życia Kahn poślubił jedną kobietę, lecz miał równolegle dwa pozamałżeńskie związki. Założył trzy różne rodziny, jedną oficjalną i dwie ukryte. Zmarł na atak serca na dworcu kolejowym Pennsylvania Station w Nowym Jorku po powrocie z podróży służbowej do Indii. Nekrolog, który ukazał się po jego śmierci w gazecie The New York Times, napisał Paul Goldberg.
W 2003 syn architekta, Nathaniel Kahn, zrealizował nominowany do Oscara biograficzny dokument dotyczący życia ojca, zatytułowany My Architect: A Son’s Journey (Mój architekt. Podróż syna).

## Główne dzieła

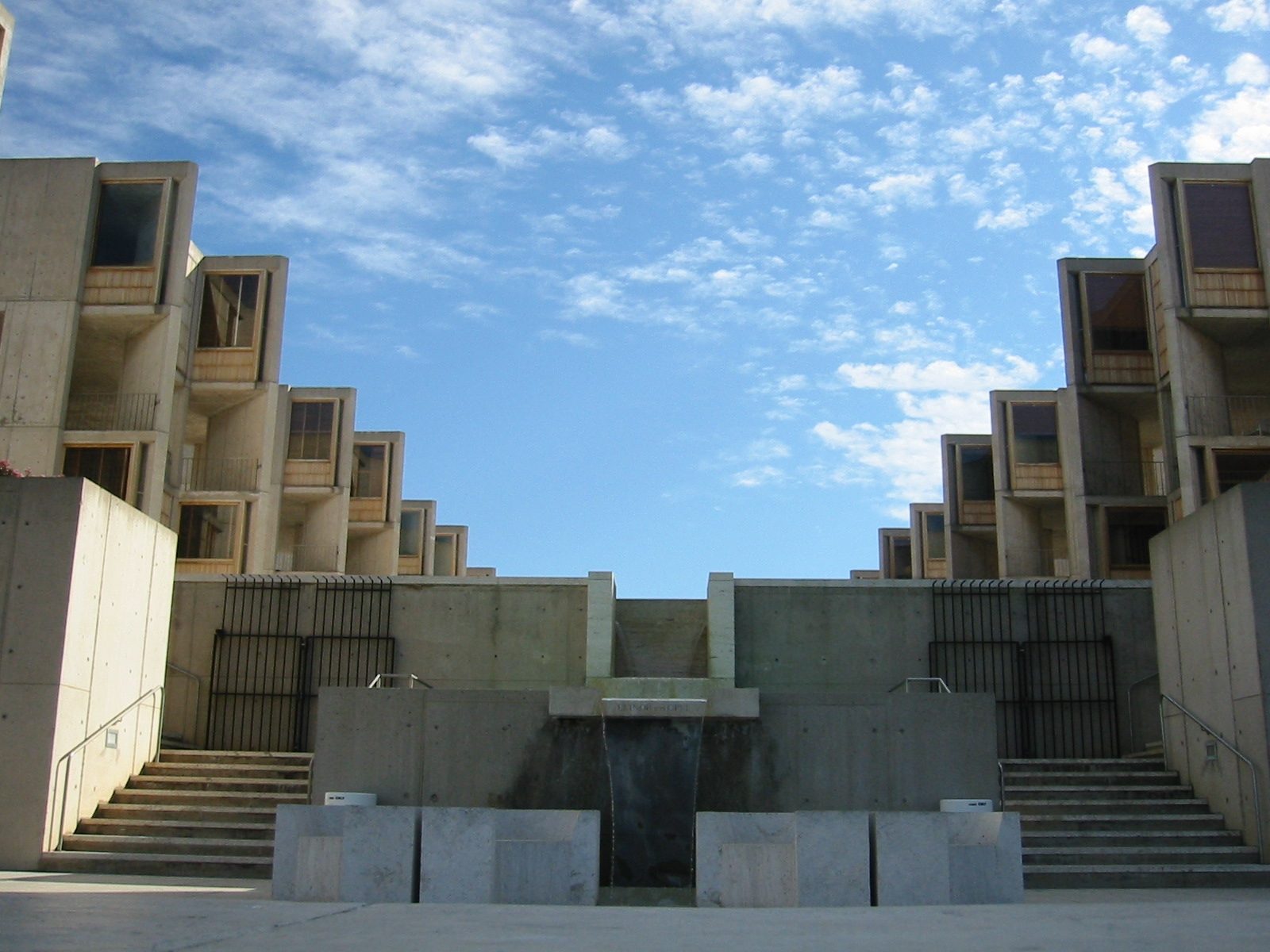
Salk Institute

- Uniwersyteckie Centrum Sztuki Brytyjskiej Uniwersytetu Yale (Yale Center for British Art) w New Haven, 1951–1953
- dom kąpielowy w Trenton, 1954–1959
- budynek badań medycznych przy Uniwersytecie Pensylwanii (Richards Medical Center) w Filadelfii, 1957–1961
- Instytut Studiów Biologicznych Salka (Salk Institute) w La Jolla, 1959–1966
- Pierwszy Kościół Unitarian (First Unitarian Church) w Rochester, 1959–1967
- dom akademicki dla dziewcząt (Erdman Hall Dormitories) w Bryn Mawr, 1960–1965
- dom Normana Fishera w Filadelfii, 1960
- Instytut Administracji Publicznej w Ahmadabadzie, 1963
- gmach parlamentu w Dakce, 1962–1974
- biblioteka w Exeter (Exeter Library), 1967–1972
- Kimbell Art Museum w Fort Worth, 1967–1972